# Orinocosa securifer
Orinocosa securifer är en spindelart som först beskrevs av Albert Tullgren 1905.  Orinocosa securifer ingår i släktet Orinocosa och familjen vargspindlar. Inga underarter finns listade i Catalogue of Life.